# Пугэ
Пугэ́ (кит. упр. 普格, пиньинь Pǔgé) — уезд Ляншань-Ийского автономного округа провинции Сычуань (КНР). Название уезда является словом из языка народности и.

## История
Уезд был создан в 1952 году. В 1960 году уезд Пугэ был объединён с уездом Буто, но в 1962 году был выделен в отдельный уезд вновь.

## Административное деление
Уезд Пугэ делится на 3 посёлка и 31 волость.